# Surjo
Surjo is een bestuurslaag in het regentschap Batang van de provincie Midden-Java, Indonesië. Surjo telt 4338 inwoners (volkstelling 2010).